# Le Petit-Quevilly
 (avril 2012).
Si vous disposez d'ouvrages ou d'articles de référence ou si vous connaissez des sites web de qualité traitant du thème abordé ici, merci de compléter l'article en donnant les références utiles à sa vérifiabilité et en les liant à la section « Notes et références ».
Petit-Quevilly redirige ici.
Le Petit-Quevilly, nommée localement Petit-Quevilly, est une commune française située dans le département de la Seine-Maritime en région Normandie.

## Géographie

### Localisation
La commune fait partie de la Métropole Rouen Normandie.
Le Petit-Quevilly est situé en Normandie dans le département de la Seine-Maritime. Limitrophe de Rouen, elle est la 7e ville du département avec 21 995 habitants. 
La commune est implantée en rive gauche d'un méandre de la Seine et s'étend sur environ 455 hectares pour une altitude de 5 à 32 mètres.
|                   | Rouen          | Rouen                |
| Le Grand-Quevilly | Petit-Quevilly |                      |
| Le Grand-Quevilly |                | Sotteville-lès-Rouen |

### Hydrographie
La commune est située dans le bassin Seine-Normandie. Elle n'est drainée par aucun cours d'eau,.

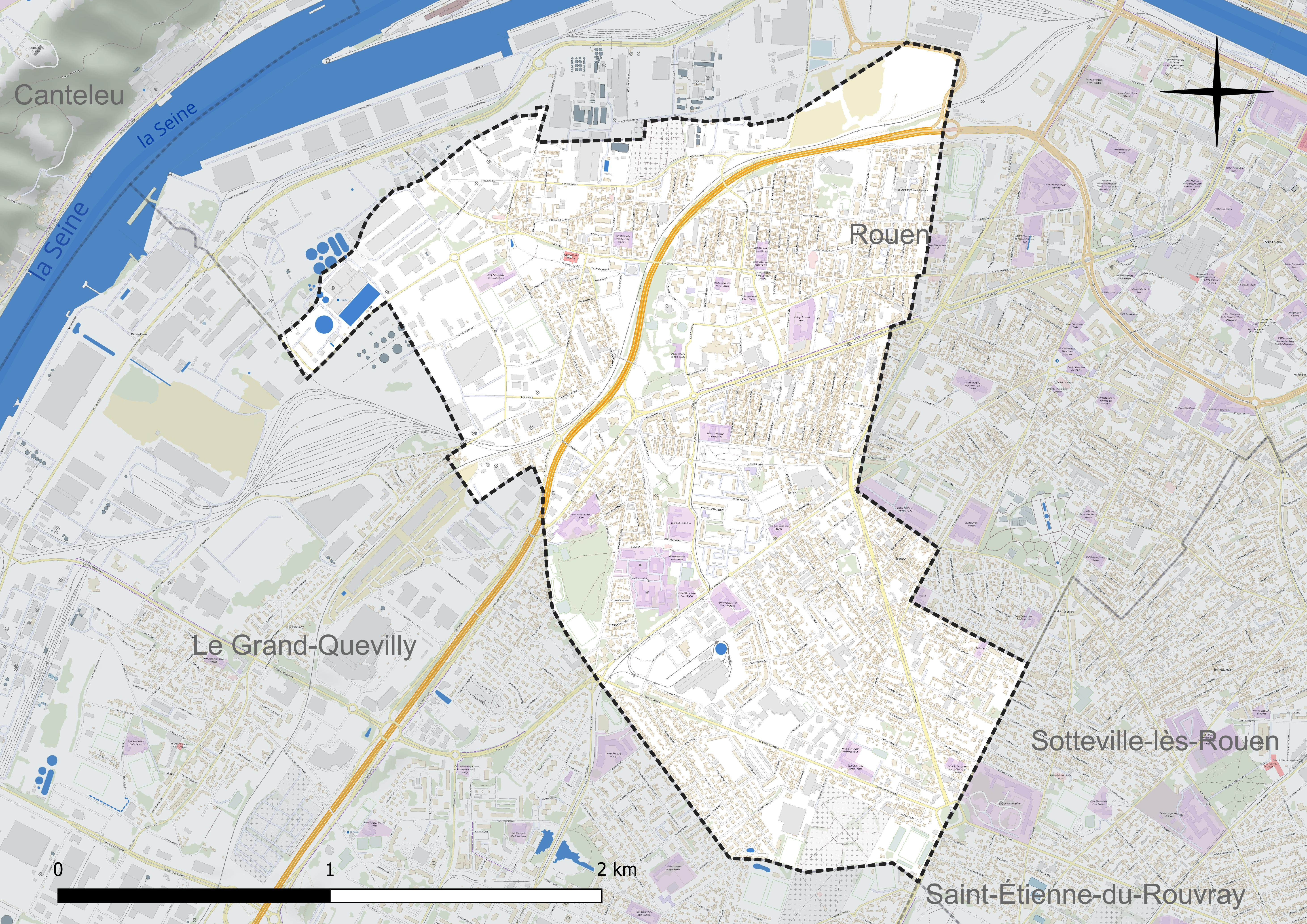
Réseau hydrographique du Petit-Quevilly.

### Climat
Pour des articles plus généraux, voir Climat de la Normandie et Climat de la Seine-Maritime.
En 2010, le climat de la commune est de type climat océanique altéré, selon une étude du CNRS s'appuyant sur une série de données couvrant la période 1971-2000. En 2020, Météo-France publie une typologie des climats de la France métropolitaine dans laquelle la commune est exposée à un climat océanique et est dans la région climatique Côtes de la Manche orientale, caractérisée par un faible ensoleillement (1 550 h/an) ; forte humidité de l’air (plus de 20 h/jour avec humidité relative > 80 % en hiver), vents forts fréquents. Parallèlement le GIEC normand, un groupe régional d’experts sur le climat, différencie quant à lui, dans une étude de 2020, trois grands types de climats pour la région Normandie, nuancés à une échelle plus fine par les facteurs géographiques locaux. La commune est, selon ce zonage, exposée à un « climat contrasté des collines », correspondant au Pays d’Auge, Lieuvin et Roumois, moins directement soumis aux flux océaniques et connaissant toutefois des précipitations assez marquées en raison des reliefs collinaires qui favorisent leur formation.
Pour la période 1971-2000, la température annuelle moyenne est de 11,1 °C, avec une amplitude thermique annuelle de 13 °C. Le cumul annuel moyen de précipitations est de 804 mm, avec 12,2 jours de précipitations en janvier et 8,1 jours en juillet. Pour la période 1991-2020, la température moyenne annuelle observée sur la station météorologique la plus proche, située sur la commune de Rouen à 4 km à vol d'oiseau, est de 12,6 °C et le cumul annuel moyen de précipitations est de 817,9 mm,. Pour l'avenir, les paramètres climatiques de la commune estimés pour 2050 selon différents scénarios d’émission de gaz à effet de serre sont consultables sur un site dédié publié par Météo-France en novembre 2022.

## Urbanisme

### Typologie
Au 1er janvier 2024, Le Petit-Quevilly est catégorisée grand centre urbain, selon la nouvelle grille communale de densité à sept niveaux définie par l'Insee en 2022.
Elle appartient à l'unité urbaine de Rouen, une agglomération inter-départementale regroupant 50  communes, dont elle est une commune de la banlieue,,. Par ailleurs la commune fait partie de l'aire d'attraction de Rouen, dont elle est une commune du pôle principal,. Cette aire, qui regroupe 317 communes, est catégorisée dans les aires de 200 000 à moins de 700 000 habitants,.

### Occupation des sols
L'occupation des sols de la commune, telle qu'elle ressort de la base de données européenne d’occupation biophysique des sols Corine Land Cover (CLC), est marquée par l'importance des territoires artificialisés (100 % en 2018), une proportion identique à celle de 1990 (100 %). La répartition détaillée en 2018 est la suivante : 
zones urbanisées (87,1 %), zones industrielles ou commerciales et réseaux de communication (12,9 %). L'évolution de l’occupation des sols de la commune et de ses infrastructures peut être observée sur les différentes représentations cartographiques du territoire : la carte de Cassini (XVIIIe siècle), la carte d'état-major (1820-1866) et les cartes ou photos aériennes de l'IGN pour la période actuelle (1950 à aujourd'hui).

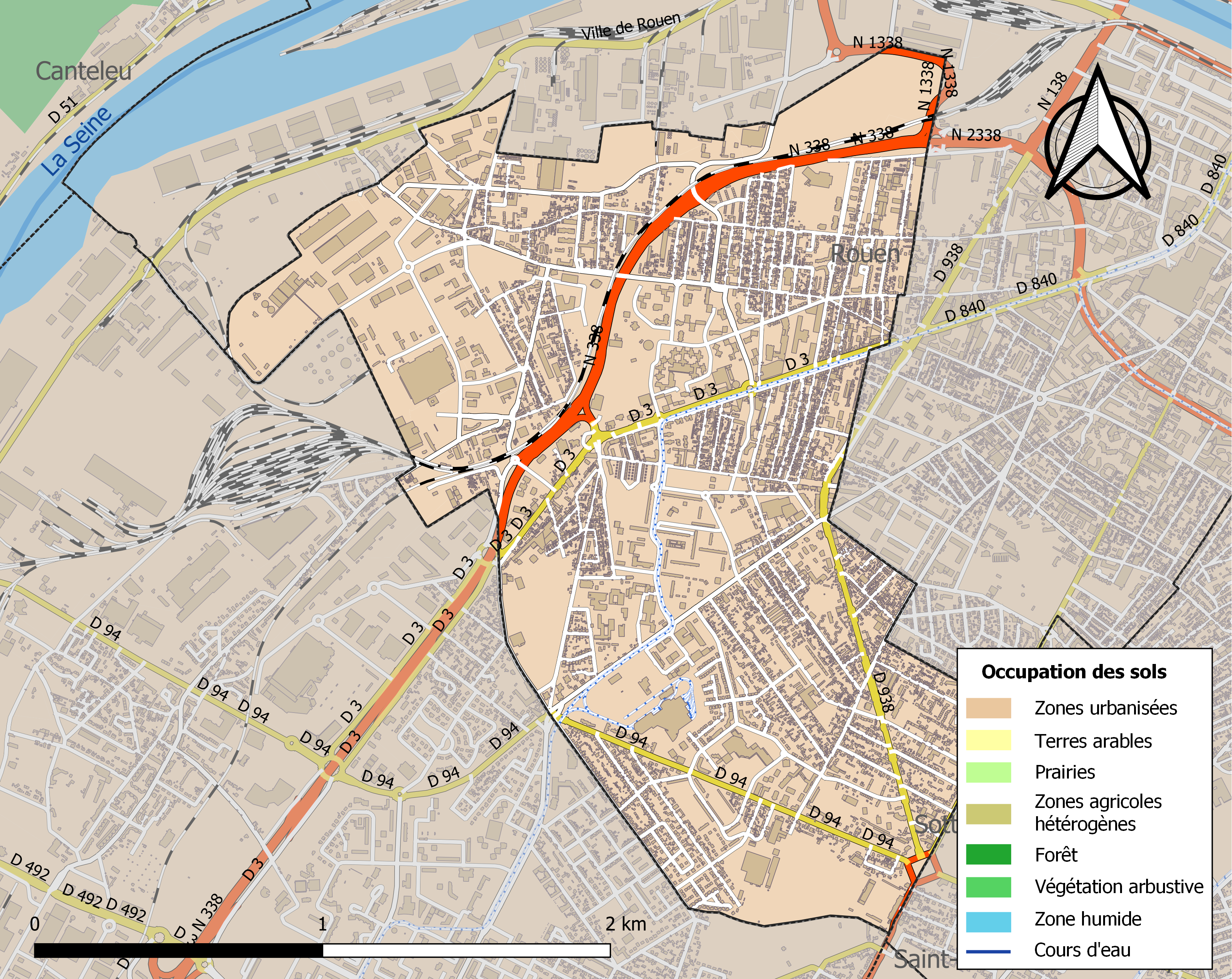
Carte des infrastructures et de l'occupation des sols de la commune en 2018 (CLC).

### Logement
Le nombre de logements s'élève à 10 324 en 2012.
Part des logements collectifs : 54 %.
Taux des logements sociaux : 38 %.
De nombreux programmes immobiliers sont en projet sur le territoire communal[Quand ?] :
- Place des Chartreux : 190 logements.
- Rue de la République : 64 logements.
- Boulevard du 11-Novembre : 40 logements.
- Le Petit-Quevilly village : 500 logements annoncés d'ici 2020[17].
- Quartier Flaubert : 2500 à 2900 logements annoncés, situés sur les communes de Rouen et du Petit-Quevilly.

### Voies de communication et transports

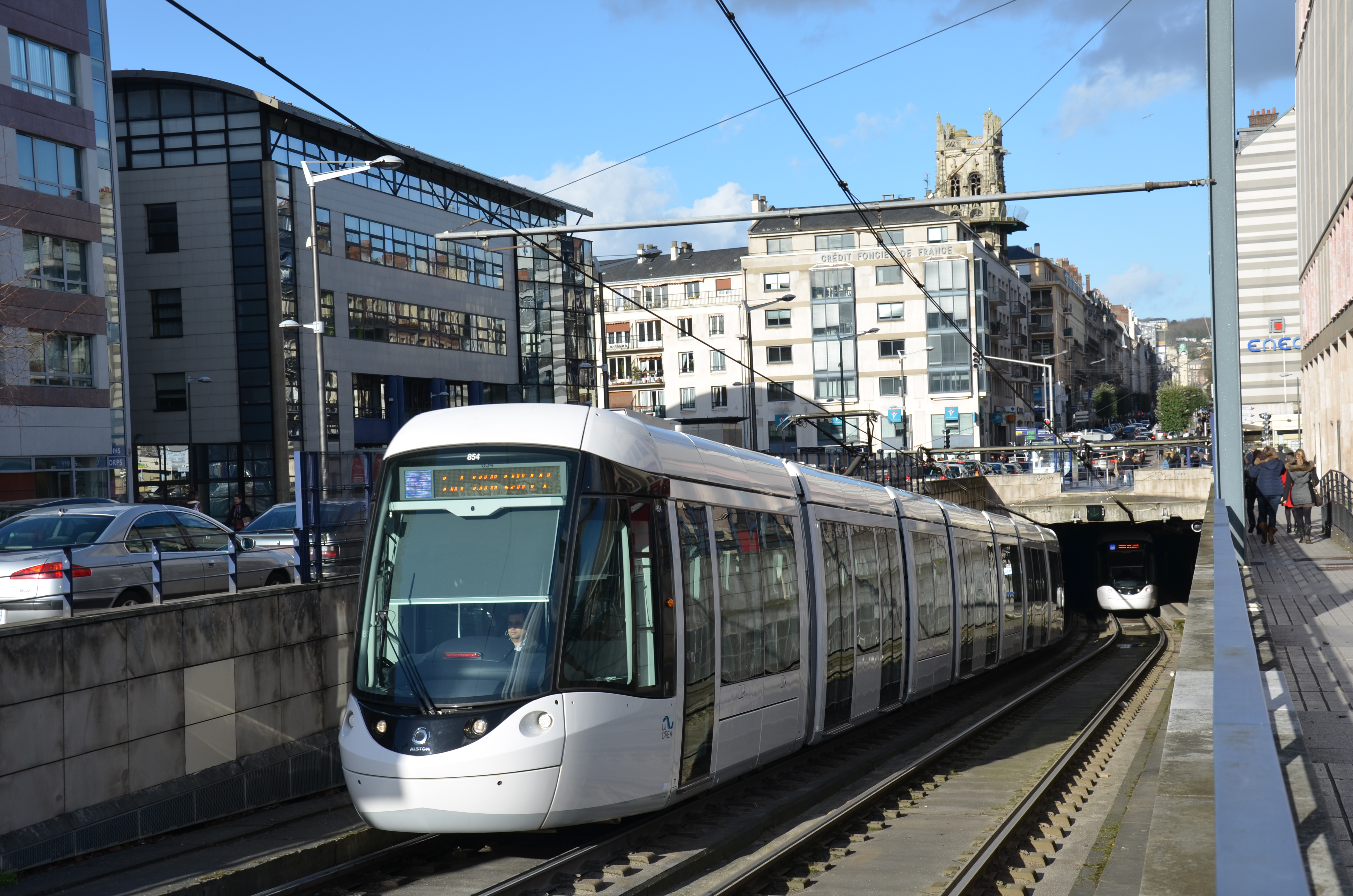
Le « métro de Rouen » dessert Le Petit-Quevilly.

Dans l'agglomération rouennaise, Le Petit-Quevilly a une position géographique attractive. Son insertion dans le réseau de transports en commun de la Métropole Rouen Normandie, sa proximité avec le contournement routier ouest de l'agglomération lui confèrent de nombreux atouts.
Elle est desservie par le « métro de Rouen » depuis la mise en service de ce dernier en 1994. La ligne Georges-Braque traverse la ville du nord au sud avec cinq stations (Jean-Jaurès, François-Truffaut, Place du 8-mai, Saint-Julien, Charles-de-Gaulle) et permet d'accéder au centre-ville de Rouen en un quart d'heure et au Grand-Quevilly.
Trois lignes de bus (F1, 6 et 41) traversent la commune, la ligne no 6 permettant d'accéder aux communes voisines non desservies par le tramway, Petit et Grand-Couronne. La ligne F1 relie, elle, le centre de Rouen, Bois-Guillaume, Isneauville (à partir de 2019) et le Stade Robert-Diochon, notamment. La ligne no 41 permet d’accéder directement au centre de la commune voisine, Sotteville-lès-Rouen. 
En 2018, la ligne de bus T4 relie la place du Boulingrin de Rouen au Zénith du Grand-Quevilly en passant par Le Petit-Quevilly.
Le Petit-Quevilly est également traversé par la «Sud III» (RN 338) qui donne accès à l'autoroute A13.

## Toponymie
L'origine du nom de la commune est similaire à celle du Grand-Quevilly.

## Histoire
L'origine du Petit-Quevilly remonte au XIIe siècle, après la scission d'avec Le Grand-Quevilly. C'est à la suite de grand défrichements entrepris par Rollon, premier comte de Rouen et fondateur du duché de Normandie, que s'était développé le village de Quevilly.

### Des archives exceptionnelles
Le Petit-Quevilly  dispose d'archives de grande qualité aujourd'hui conservées aux archives départementales de la Seine-Maritime. Il s’agit d’une double comptabilité, sous la forme d’un journal de compte article par article et date par date. Les comptes dits du « trésor de la paroisse » ou communauté d'habitants et du « trésor de l'église » ou fabrique témoignent avec un luxe de détail de toute la vie d’un village normand depuis le milieu du XVIe siècle (premiers comptes conservés) jusque vers 1760. Les comptes civils sont uniques. Il n'en existe pas d'autres conservés pour toute la Normandie.
Cette source historique est une sorte d'états de frais annuels, successifs, avec des comptes parfois très longs lorsque la situation est catastrophique (procès multiples, impôts extraordinaires, passages de gens de guerre, etc.) et d’autres très courts qui correspondent à des gestions tranquilles (avec seulement la mention de la recette, presque pas de dépenses et versement du reliquat). Ce que l’on apprend sur ce village peut être généralisé à des centaines ou des milliers d’autres. Dans les autres villages, on ne gère pas un revenu civil annuel mais on collecte de l'argent et on utilise les biens communaux pour gager des emprunts, ou bien on les afferme pour une ou plusieurs années. Chaque affaire est gérée l’une après l’autre. Les papiers disparaissent.
Le cas original que représente Le Petit-Quevilly réside dans la continuité de son système de financement et dans la conservation de ses archives. Par exemple, vers la fin du XVIe siècle, on sait que plus de quatre cents paroisses normandes sont en conflit avec le Général réformateur des Eaux et Forêts. Or, Le Petit-Quevilly est la seule paroisse dont les archives puissent en témoigner. Le système de financement des affaires civiles par location d'une partie des communaux est attesté par deux actes anciens de la fin du XVe siècle et de 1514. Les comptes religieux sont conservés à partir de 1551 et les comptes civils à partir de 1567 environ. Ces archives ont été utilisées dans une thèse d'histoire de l'université de Rouen qui a été résumée dans un article de la revue Études normandes. Des extraits en ont été publiés,. En raison de l'intérêt de ces archives, lequel est définitivement apparu à la fin d'une grande étude comparative, les comptes du milieu du XVIe siècle jusqu'au milieu du XVIIe siècle ont été intégralement transcrits.

### Le passé industriel
Depuis le XIXe siècle, Le Petit-Quevilly a connu un développement industriel important : 
- les Établissements Malétra sont fondés en 1808.
- Conçue par l'ingénieur écossais Fairbairn et l'architecte parisien Ohnet, la filature «La Foudre»[26] a été construite en 1846 et 1847. Rachetée en 1859 par l'industriel et homme politique normand Augustin Pouyer-Quertier, elle est devenue la plus importante filature de la région avec près de 700 employés. Fleuron industriel, elle a été évoquée dans de nombreux ouvrages comme dans cet extrait de Bel-Ami de Guy de Maupassant : « la plus élevée de toutes, aussi haute que la pyramide de Khéops, le second des sommets dus au travail humain, presque l'égale de sa fière commère la flèche de la cathédrale, la grande pompe à feu de « La Foudre » semblait la reine du peuple travailleur et fumant des usines comme sa voisine était la reine de la foule pointue des monuments sacrés. »
Durement touchée par les conséquences de la crise de 1929, la Foudre a cessé sa production en 1932. Après avoir servi de caserne, l'usine est réhabilitée pour accueillir un pôle d’entreprises dédié aux technologies de l'information et de la communication, «Seine Innopolis» (2012).
- Usine d'explosifs « Davey Bickford »
- « Éclair Prestil » a employé jusqu'à 1 000 personnes. Comme Klaxon ou Frigidaire, cette marque a donné son nom à l'objet (fermeture Éclair) ; on y fabriqua jusqu'à 8 450 km de « Fermeture à glissière » chaque année.

### Les événements marquants
(mai 2012).
- 1035 : Hellouin fonde l'abbaye du Bec à laquelle il lègue tous ses biens parmi lesquels le territoire du Petit-Quevilly qui devient une seigneurie cléricale.
- 1150 : Henri II Plantagenêt, duc de Normandie et roi d'Angleterre, fonde la maison royale dans le parc du Rouvray aux Bruyères, ensemble ducal dont il ne subsiste que la chapelle Saint-Julien.
- 1183 : L'extension de la lèpre incite le roi Henri II Plantagenêt à confier le domaine qui prendra le nom de Saint-Julien aux religieuses chargées d'abriter de jeunes lépreuses.
- 1682 : les Chartreux rouennais de Notre-Dame-de-la-Rose rejoignent le prieuré Saint-Julien.
- 1790 : Le Petit-Quevilly élit son premier maire, Pierre Delamare, et devient une commune.
- 1808 : Ouverture de l'usine Malétra (acide sulfurique).
- 1835 : Ouverture d'une filature qui deviendra La Foudre.
- 1845 : Construction de l'actuelle mairie par Maillard[Qui ?].
- 1857 : Visite de Napoléon III et de l'Impératrice Eugénie à la filature de la Foudre.
- 1888 : Annexion par Rouen de près de 200 hectares entre le chemin de fer et la Seine (loi du 10 avril 1888). Le Petit-Quevilly perd son accès direct à la Seine.
- 1889 : Ouverture de la bibliothèque municipale.
- 1902 : Création de l'US Quevilly.
- 1909 : Incendie de l'usine Lille et Bonnières
- 1943 : Démantèlement du maquis de Barneville par la police française et l’armée allemande.
- 1948 : création de l'École de musique et d'éducation artistique par Martial Spinneweber, maire du Petit-Quevilly.
- 1960 : Construction du quartier Saint-Julien
- 1969 : Inauguration du théâtre Maxime-Gorki qui succède à l'Excelsior.
- 1974 : Construction du quartier Nobel-Bozel.
- 1989 : Fermeture de l'usine Éclair Prestil.
- 1993 : Construction du lycée Elisa-Lemonnier sur la friche de l'usine Éclair-Prestil.
- 1994 : Inauguration du métro.
- 1999 : Fermeture de la caserne Tallandier.
- 2004 : Rénovation du théâtre Maxime-Gorki, rebaptisé théâtre de la Foudre.
- 1994 : Inauguration de la médiathèque François-Truffaut.
- 2008 : Construction du collège Fernand-Léger.
- 2013 : Construction du Jardin du Cloître et inauguration de Seine Innopolis dans l'ancienne filature La Foudre.

## Politique et administration

### Intercommunalité
Jusqu'en 2009, Le Petit-Quevilly faisait partie de la communauté d'agglomération rouennaise. Depuis le 1er janvier 2010, la ville a intégré la Communauté d'agglomération Rouen-Elbeuf-Austreberthe (CREA) qui regroupe 71 communes, devenue en 2015 Métropole Rouen Normandie.

### Tendances politiques et résultats
Résultats élections municipales 2014 :
| Liste conduite par                    | Voix | % exprimés | Sièges au conseil municipal | Sièges au conseil communautaire |
| ------------------------------------- | ---- | ---------- | --------------------------- | ------------------------------- |
| Frédéric Sanchez (Union de la gauche) | 3928 | 66,16      | 29                          | 5                               |
| Jacques Gaillard (Front national)     | 2009 | 33,83      | 6                           | 1                               |

### Jumelages
- Premnitz (Allemagne)
- Santa Marinha (Portugal)

## Population et société

### Démographie
Les habitants de la commune sont appelés les Quevillais.
L'évolution du nombre d'habitants est connue à travers les recensements de la population effectués dans la commune depuis 1793. Pour les communes de plus de 10 000 habitants les recensements ont lieu chaque année à la suite d'une enquête par sondage auprès d'un échantillon d'adresses représentant 8 % de leurs logements, contrairement aux autres communes qui ont un recensement réel tous les cinq ans,.

En 2022, la commune comptait 21 935 habitants, en évolution de −0,9 % par rapport à 2016 (Seine-Maritime : +0,35 %, France hors Mayotte : +2,11 %).
| 1793 | 1800 | 1806 | 1821  | 1831  | 1836  | 1841  | 1846  | 1851  |
| ---- | ---- | ---- | ----- | ----- | ----- | ----- | ----- | ----- |
| 800  | 775  | 825  | 1 265 | 1 455 | 2 116 | 2 379 | 2 707 | 3 105 |

| 1856  | 1861  | 1866  | 1872  | 1876  | 1881  | 1886   | 1891   | 1896   |
| ----- | ----- | ----- | ----- | ----- | ----- | ------ | ------ | ------ |
| 3 930 | 4 655 | 4 677 | 4 981 | 6 250 | 7 680 | 10 273 | 10 688 | 11 737 |

| 1901   | 1906   | 1911   | 1921   | 1926   | 1931   | 1936   | 1946   | 1954   |
| ------ | ------ | ------ | ------ | ------ | ------ | ------ | ------ | ------ |
| 13 948 | 14 929 | 16 682 | 17 478 | 17 959 | 18 910 | 19 474 | 19 953 | 20 798 |

| 1962   | 1968   | 1975   | 1982   | 1990   | 1999   | 2006   | 2011   | 2016   |
| ------ | ------ | ------ | ------ | ------ | ------ | ------ | ------ | ------ |
| 21 098 | 22 876 | 22 401 | 22 876 | 22 600 | 22 332 | 22 132 | 22 055 | 22 134 |

| 2021   | 2022   | - | - | - | - | - | - | - |
| ------ | ------ | - | - | - | - | - | - | - |
| 21 782 | 21 935 | - | - | - | - | - | - | - |

### Manifestations culturelles et festivités
- Les inspirations de la chapelle Saint-Julien : chaque mois, un événement culturel (installation contemporaine, concert…) est organisé à la chapelle Saint-Julien.
- Animaijuin : chaque année au printemps, la ville du Petit-Quevilly organise un grand rassemblement festif, devenu incontournable pour ses habitants. Animaijuin invite le public à se réunir au cours d’une après-midi et d’une soirée autour de concerts, spectacles et animations au parc des Chartreux. La manifestation accueille plus de 10 000 personnes chaque année.
- Le Centre Dramatique National propose une programmation diversifiée et tournée vers des productions contemporaines où le décloisonnement des genres est souvent de mise. Le Centre Dramatique réunit le théâtre de la Foudre du Petit-Quevilly, le théâtre des 2 Rives de Rouen et le centre culturel Marc-Sangnier de Mont-Saint-Aignan.

### Enseignement
- 8 écoles maternelles.
- 7 écoles primaires.
- 2 collèges (Fernand-Léger et Denis-Diderot).
- 2 lycées professionnels (Elisa-Lemonnier et Colbert).
- 1 centre de formation d'apprentis (CFA) Marc-Ruyer (coiffure-esthétique).

La commune a été la première ville de France certifié ISO 9001 pour l’ensemble de sa restauration scolaire et l’est également pour ses aires de jeux.[réf. nécessaire]

### Santé
L'hôpital Saint-Julien a été intégré au Centre hospitalier universitaire de Rouen. Hôpital de proximité, il dispose d'une structure d'accueil, hébergement et soins longue durée pour personnes âgées. Il y a aussi une maison médicale publique de jour et de nuit.

### Sports
- La ville compte 15 équipements sportifs (salles de sport, stades, piscine, terrains de tennis) dont le stade Robert-Diochon.
- Union sportive quevillaise (USQ) est créée en 1902 à l'initiative d'Amable Lozai, industriel local, maire entre 1925 et 1944. En 1927, l'US Quevilly dispute la finale de la Coupe de France de football contre l'Olympique de Marseille. En 1968, il perd face à Bordeaux en demi-finale de la Coupe de France. Vient ensuite deux saisons de division 2 de 1970 à 1972. En 2010, l’US Quevilly  perd en demi-finale de la Coupe de France face au PSG. En 2012, il dispute la finale de la Coupe de France de football contre l'Olympique lyonnais et perd 1 à 0. Trois ans plus tard, l'US Quevilly et le FC Rouen annoncent leur rapprochement, à la suite duquel l'équipe senior est rebaptisée Union Sportive Quevilly-Rouen Métropole. L'US Quevilly-Rouen parvient ainsi à monter en Ligue 2 en 2017, mais est relégué à la fin de la saison.

### Médias
- journaux Paris Normandie et Liberté-Dimanche, Tendance Ouest, Côté Rouen

## Économie
Le Petit-Quevilly comptait en 2007, 420 entreprises, commerçants, artisans et professions libérales. Les chiffres de 2010 font état de 622 entreprises soit un accroissement en 3 ans de 48 %.
Six zones ou parcs d'activités : zones d'activités des Pâtis et des Quais de Seine, parc des Alliés, Technosite des Bruyères, Actipôle des Chartreux et Seine Innopolis.

## Culture locale et patrimoine

### Monuments historiques

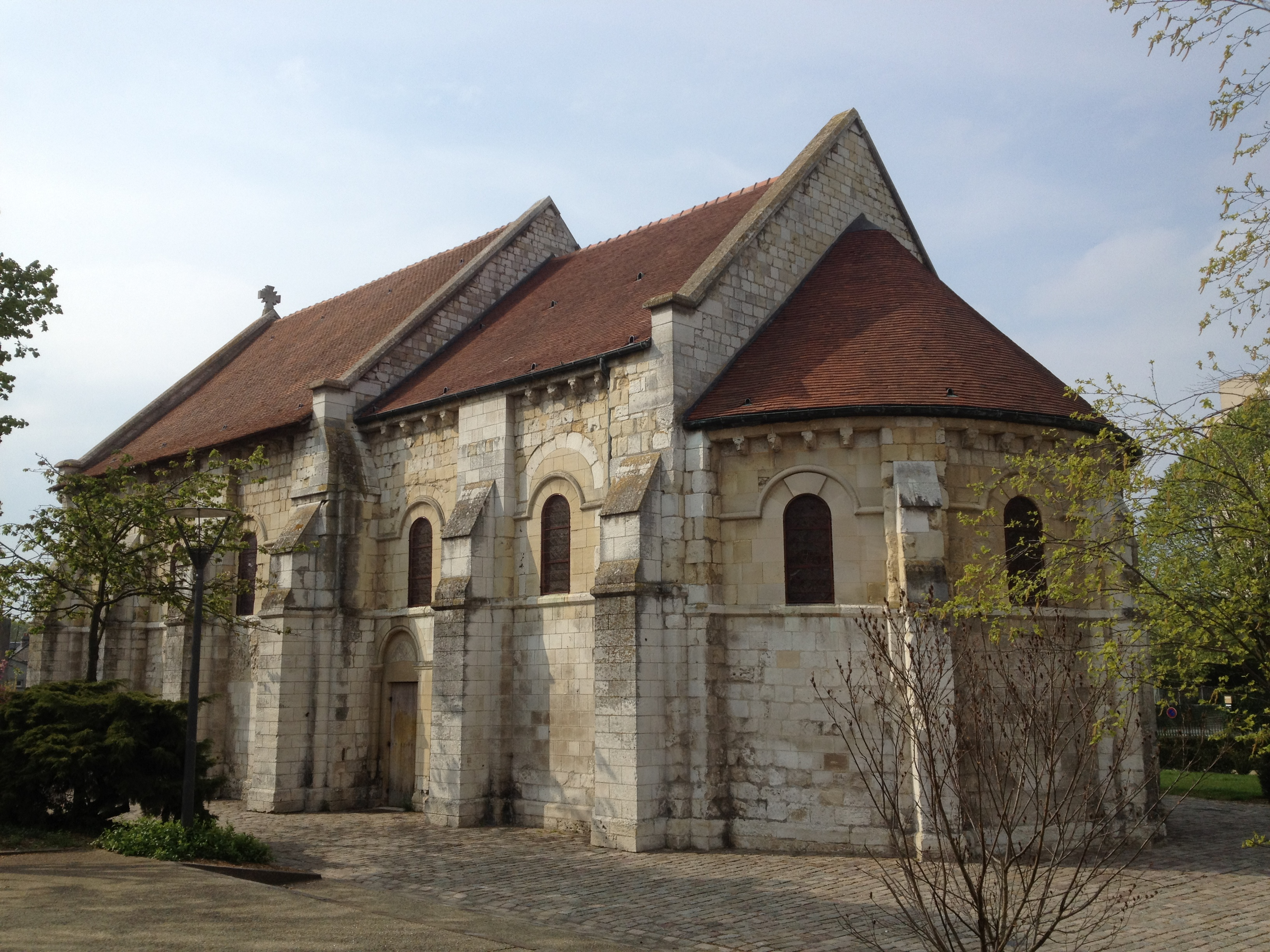
La chapelle Saint-Julien
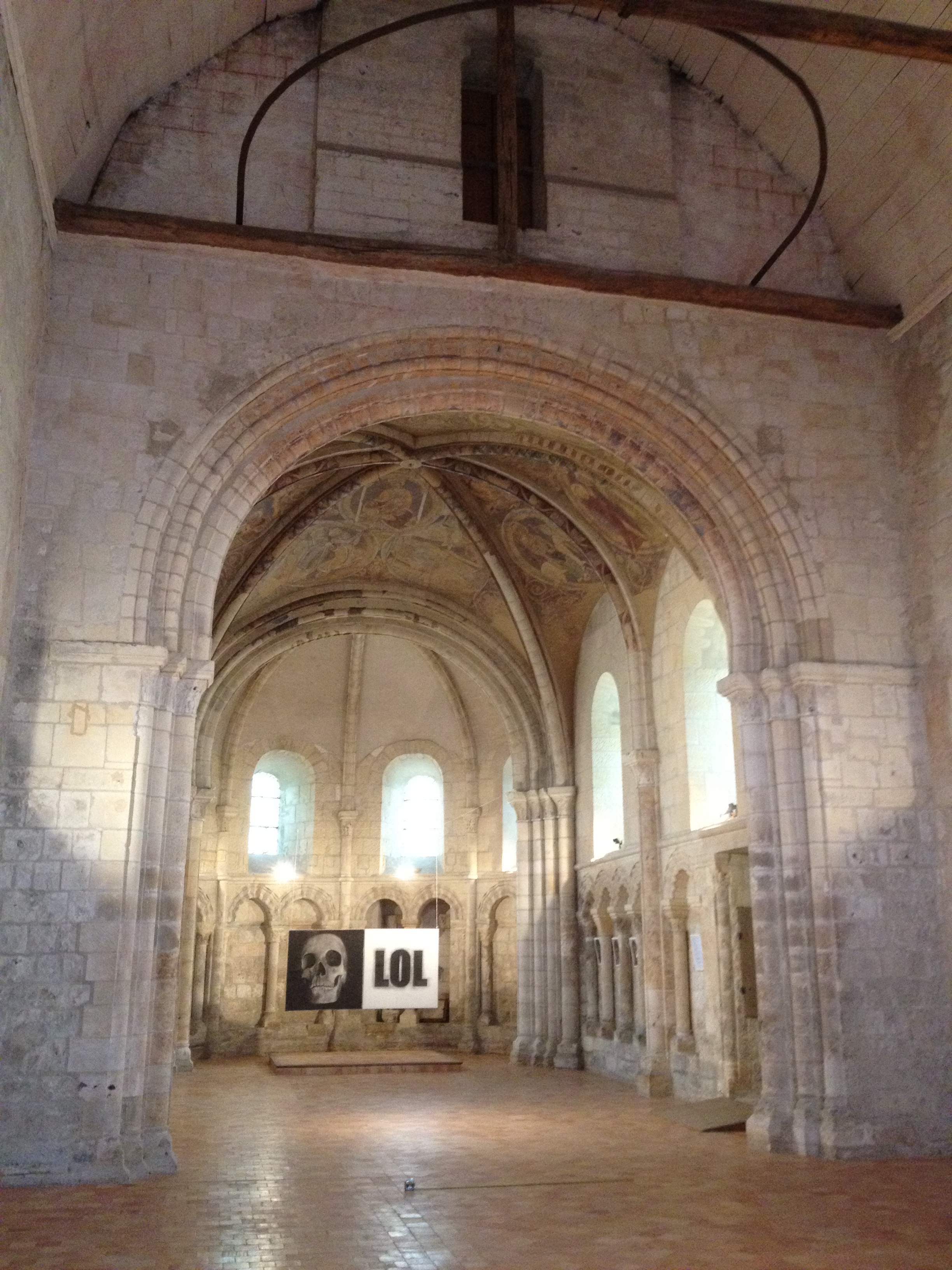
Vue intérieure de la chapelle Saint-Julien
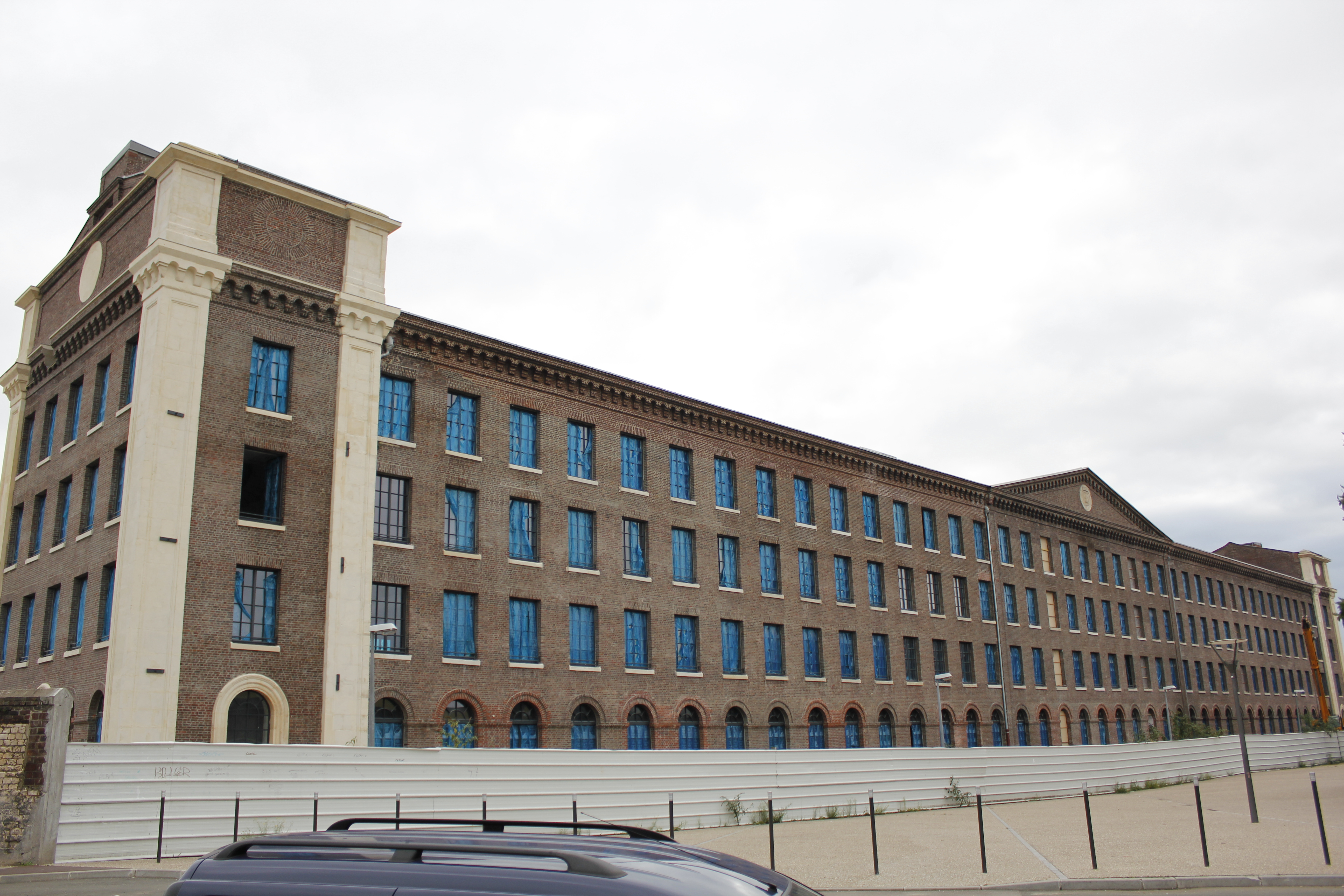
L'ancienne filature « La Foudre »

La commune compte trois monuments historiques :
- la chapelle Saint-Julien des Chartreux construite en 1150, année où Henri II Plantagenet, duc de Normandie et roi d'Angleterre a fondé la maison royale dans le parc du Rouvray aux Bruyères. De cet ensemble ducal ne subsiste que la chapelle Saint-Julien. Elle conserve plusieurs fresques zénithales ornant la voute de l'abside datant de la fin du XIIe siècle : Annonciation, Visitation, Nativité, plusieurs scènes des Mages, La Fuite en Égypte, Le Baptême du Christ. Elle a été classée par liste de 1862[34].
  - L'ancienne chartreuse Saint-Julien[34],[35], dont les façades et toitures du pavillon d'entrée Sud et de l'aile contiguë subsistant ont été inscrites par arrêté du 16 septembre 1981 et l'ensemble des vestiges archéologiques et architecturaux subsistants a été inscrit par arrêté du 31 juillet 1991[36]. Les vestiges sont aujourd'hui visibles au Jardin du Cloître.
- L'église Saint-Antoine-de-Padoue ; sa construction a été initiée par Lucien Lefort vers 1890 puis reprise par Pierre Chirol de 1913 à 1922. Elle a été inscrite par arrêté du 14 septembre 2001[37].
- L'ancienne filature de coton « la Foudre » d'Augustin Pouyer-Quertier construite en 1845-1846 sous la direction de l'ingénieur écossais Fairbairn a abrité la caserne Tallandier. Désaffectée en 2001, les lieux sont occupés par la pépinière d'entreprises Seine Innopolis depuis 2013. Elle a été inscrite aux Monuments Historiques par arrêté du 11 avril 2003[38],[39].

### Espaces verts
- Parc des Chartreux
- Square Marcel-Paul
- Jardin du Cloître
- Place du 8-Mai
- Plaine Pablo-Neruda
- Cimetière Saint-Sever

### Équipements culturels
- La médiathèque François-Truffaut, inaugurée le 28 mai 1994, propose à ses adhérents et au public qui la fréquente plus de 59 500 médias. La structure est divisée en cinq sections : Adulte, Emploi formation, Jeunesse, Multimédia et Musique. Elle propose des livres, des CD, des DVD, des CD-ROM, de partitions et des revues.
- L'école municipale de musique, de danse et de théâtre.
- Le Centre Dramatique National / théâtre de la Foudre (460 places)

### Personnalités liées à la commune
- Augustin Pouyer-Quertier (1820-1891), industriel et homme politique.
- Julien Félix (1827-1900), avocat et bibliophile.
- August Strindberg (1849-1912), écrivain, y séjourna en 1895.
- Wilfred Monod (1867-1943), pasteur, y a habité en 1904.
- Max du Veuzit (Alphonsine Zéphirine Vavasseur, dite) (1876-1952), écrivain.
- Mireille Kermor (1877-1963), compositrice.
- Robert Keller y est né le 8 mai 1899, ingénieur des PTT et résistant.
- Monette Dinay (1906-1986), actrice
- Jacques Besnard (1929-2013), cinéaste
- Jean-Michel Vaccaro (1938-1998), musicologue.
- Daniel Horlaville, (1945-2019), footballeur.
- Pascal Arroyo, né en 1946, musicien.
- Patrice Rio, né en 1948, footballeur.
- Valérie Fourneyron, née en 1959, personnalité politique.
- Thierry Malandain, né en 1959, chorégraphe et danseur.
- Emmanuel Cauchy, né en 1960, médecin.
- Didier Marie, né en 1960, personnalité politique.
- Catherine Morin-Desailly, née en 1960, personnalité politique.
- Marie Tamarelle-Verhaeghe, née en 1962, personnalité politique.
- Alain Blondel, né en 1962, décathlonien, champion d'Europe.
- Patrick Pouyanné, né en 1963, cadre dirigeant.
- Franck Dubosc, né en 1963, humoriste et comédien.
- Valérie Maurice née en 1964, comédienne et journaliste
- Jean-Marc Pitte, né en 1964, journaliste français.
- Julie Pietri, chanteuse, y a habité.
- Violette Nozière (criminelle-réhabilitée) y est morte en 1966.
- Emma la clown, née en 1968.
- Francois Zimeray, maire de 1989 à 2001 puis premier adjoint, ambassadeur de France pour les droits de l'Homme.
- Nicolas Cocaign, criminel surnommé « le cannibale de Rouen », y a grandi.